# Steinhuder Meer
Steinhuder Meer neboli Steinhudské moře (dle Ottova slovníku naučného) je ledovcové jezero v německém Dolním Sasku, 30 km severozápadně od Hannoveru. Je pojmenováno dle přilehlé vesnice Steinhude. Má rozlohu cca 30 km² a je velmi mělké, průměrná hloubka činí pouhých 1,35 m. Leží v oblasti zvané Hannoversche Moorgeest (Hannoverské bažiny).

## Geologie
Jedná se o součást ledovcového reliéfu, zformovaného během nejmladší doby ledové, zvané Würm. Existují dvě teorie vzniku Steinhuderského jezera. První říká, že ledovec vyhloubil jámu, kterou posléze zaplnila voda z tajícího ledu. Další názor je, že jámu vytvořila ledová bouře a vyplnila ji voda ze stoupajících podzemních vod. Uprostřed je malý umělý ostrov Wilhelmstein, na kterém se nachází stejnojmenná pevnost z 18. století. Dnes je jezero srdcem přírodního parku Naturpark Steinhuder Meer a je často využíváno jako rekreační oblast.